# 미스트라스
미스트라스(그리스어: Μυστρᾶς/Μιστρᾶς)는 그리스 펠로폰네소스주의 라코니아에 있는 도시이다. 타이게토스 산에 위치하며, 스파르타에서 8km 정도 거리에 있다. 14~15세기 모레아 전제공국의 도읍이었다. 이곳은 오스만 제국의 지배 시대까지 주민이 살았으며, 당시에는 서양 여행자들이 이곳을 고대 스파르타로 혼동하기도 했다. 1830년대에 미스트라스는 버려지고 스파르타에 새 도시가 건설되었다.